# Качулешти (Њамц)
Качулешти (рум. Căciulești) насеље је у Румунији у округу Њамц у општини Ђиров. Oпштина се налази на надморској висини од 348 m.

## Становништво
Према подацима из 2002. године у насељу је живело 630 становника, од којих су сви румунске националности.